# Lijst van rijksmonumenten in Ter Apel
De plaats Ter Apel telt 13 inschrijvingen in het rijksmonumentenregister. Hieronder een overzicht. 
| Object                                                                 | Oorspronkelijke functie?  | Bouwjaar                                                                                       | Architect                                   | Locatie                 | Coördinaten?                 | Nr.?   | Afbeelding                                                                     |
| ---------------------------------------------------------------------- | ------------------------- | ---------------------------------------------------------------------------------------------- | ------------------------------------------- | ----------------------- | ---------------------------- | ------ | ------------------------------------------------------------------------------ |
| Klooster Ter Apel                                                      | Klooster, kloosteronderdl | 1464 (stichting) 16e eeuw (kerk, oost- en noordvleugel) 1641 en 1653 (herst.) 1931-'33 (rest.) | C.L. de Vos tot Nederveen Cappel (1931-'33) | Boslaan 3               | 52° 52' 34" NB, 7° 4' 31" OL | 37457  | Meer afbeeldingen                                                              |
| Herenhuis in eclectische stijl met aangebouwd koetshuis                | Woonhuis                  | 1895 1930-1939 (verb. koetshuis)                                                               |                                             | Hoofdstraat 6           | 52° 52' 27" NB, 7° 4' 13" OL | 520940 | Upload foto                                                                    |
| Herenhuis, schuurtje                                                   | Onderdeel woningen e.d.   | ca. 1895                                                                                       |                                             | bij Hoofdstraat 6       | 52° 52' 27" NB, 7° 4' 13" OL | 520941 | Upload foto                                                                    |
| Voorm. Rijks Hoogere Burger School met conciërgewoning (RSG Ter Apel)  | Onderwijs en wetenschap   | 1922-'24 uitbr. in 1955, 1966, 1970, 1972 en 1975 1981 (renov. woning)                         | G. Westerhout                               | Oude Weg 41             | 52° 52' 40" NB, 7° 3' 60" OL | 520945 | Rijks HBS Voorm. Rijks Hoogere Burger School met conciërgewoning(RSG Ter Apel) |
| Doktersvilla met praktijkruimte en aangebouwde wagenschuur/paardenstal | Woonhuis                  | 1906 1912 (uitbr.) 1957 (verb.) 1981 (verb.)                                                   |                                             | Schotslaan 5            | 52° 52' 25" NB, 7° 4' 27" OL | 520946 | Doktersvilla met praktijkruimte en aangebouwde wagenschuur/paardenstal         |
| Voorm. zusterhuis St.-Lucia                                            | Onderwijs en wetenschap   | 1924-'25 1974 (verb.)                                                                          | P. Walta                                    | Kapelweg 13             | 52° 52' 34" NB, 7° 3' 20" OL | 520947 | Upload foto                                                                    |
| Transformatorhuisje (Ter Haar 5710)                                    | Nutsbedrijf               | ca. 1928                                                                                       |                                             | Sellingerstraat 16 TRAF | 52° 53' 52" NB, 7° 5' 4" OL  | 520949 | Upload foto                                                                    |
| Herenhuis in eclectische stijl met aangebouwde schuur                  | Woonhuis                  | 1905 1964 (verb. schuur)                                                                       |                                             | Hoofdstraat 10          | 52° 52' 27" NB, 7° 4' 7" OL  | 520950 | Herenhuis in eclectische stijl met aangebouwde schuur                          |
| Herenhuis in Interbellumstijl met aangebouwde berging                  | Woonhuis                  | ca. 1924                                                                                       |                                             | Hoofdstraat 18          | 52° 52' 27" NB, 7° 4' 1" OL  | 520951 | Herenhuis in Interbellumstijl met aangebouwde berging                          |
| Voorm. Veenkoloniale Westerwoldse Hypotheekbank                        | Handel en kantoor         | 1909                                                                                           | J.H. Eleveld                                | Hoofdstraat 28          | 52° 52' 27" NB, 7° 3' 52" OL | 520952 | Upload foto                                                                    |
| Banketbakkerij Bos                                                     | Werk-woonhuis             | ca. 1931 (verb.) ca. 1938 (verb.)                                                              | waarsch. Teunis Wilschut                    | Hoofdstraat 37          | 52° 52' 27" NB, 7° 3' 48" OL | 520953 | Banketbakkerij Bos                                                             |
| Rentenierswoning in eclectische stijl met aangebouwd achterhuis        | Woonhuis                  | 1905 1963 (uitbr.) 1974 (verb.)                                                                |                                             | Boslaan 4               | 52° 52' 26" NB, 7° 4' 25" OL | 520954 | Rentenierswoning in eclectische stijl met aangebouwd achterhuis                |
| Villa 'Pax Intrantibus' in Overgangsstijl met aangebouwd achterhuis    | Woonhuis                  | 1911 1947 (uitbr.)                                                                             |                                             | Schotslaan 7            | 52° 52' 24" NB, 7° 4' 29" OL | 520955 | Villa 'Pax Intrantibus' in Overgangsstijl met aangebouwd achterhuis            |